# Тейхман, Сара
Сара Тейхман (Sarah Amalia Teichmann; род. 15 апреля 1975, Карлсруэ, Германия) — немецко-британский учёный, иммунолог. Изначально занималась структурным анализом белков.
Член АМН Великобритании, доктор философии, глава программы по клеточной генетике и групп-лидер Wellcome Sanger Institute, а также директор по исследованиям Кавендишской лаборатории.

## Биография
Окончила с отличием кембриджский Тринити-колледж (бакалавр биохимии, 1996). Там же и в MRC Laboratory of Molecular Biology, в лаборатории доктора Cyrus Chothia, в 2000 году получила степень доктора философии. Являлась постдоком у профессора Джанет Торнтон в Университетском колледже Лондона. С 2001 года сотрудница MRC Laboratory of Molecular Biology. С того же 2001 года исследовательский фелло, с 2005 года фелло Тринити-колледжа Кембриджа. В 2013 году перешла в Wellcome Sanger Institute, а её группа числится там и в EMBL-EBI. С 2013 года ассоциат Кавендишской лаборатории, а с 2015 года её директор по исследованиям. Также с 2015 года исследовательский фелло колледжа Черчилля Кембриджа. Член EMBO, фелло Международного общества вычислительной биологии (2016). Помимо Cyrus Chothia и Джанет Торнтон, на неё также оказали влияние Carol V. Robinson, Майкл Левитт и Veronica van Heyningen.
Соосновательница и сопредседатель проекта Human Cell Atlas (совместно с профессором Авив Регев). С момента его запуска в октябре 2016 года к нему присоединились полтысячи учёных.
Опубликовала более 120 работ, в частности в Science и Cell.
Замужем за немцем, две дочери.

## Награды и отличия
- ERC Consolidator
- Lister Prize
- Biochemical Society Colworth Medal[англ.] (2011)
- Crick Lecture[англ.] Лондонского королевского общества (2012)
- EMBO Gold Medal[англ.] (2015)
- Michael and Kate Bárány Award[англ.] (2015)
- Helmholtz International Fellow Award (2017)[6]
- Mary Lyon Medal, Genetics Society[англ.] (2018)[7]
- EMBO-FEBS Women in Science prize (2023)[8]